# Valor real versus nominal
A distinção entre valor real e valor nominal ocorre em muitos campos. Do ponto de vista filosófico, o valor nominal representa uma condição aceita, que é uma meta ou uma aproximação, em oposição ao valor real, que está sempre presente.

## Medição
No setor fabril, um tamanho nominal ou comercial é um tamanho "apenas no nome" usado para identificação. O tamanho nominal pode não corresponder a nenhuma dimensão do produto, mas dentro do domínio desse produto, o tamanho nominal pode corresponder a um grande número de dimensões e tolerâncias altamente padronizadas.
Ao considerar a tolerância de engenharia entre um eixo (ou parafuso) passando por um orifício em alguma outra parte (como uma porca), ambos o eixo (ou parafuso) têm o mesmo tamanho nominal (também chamado de tamanho básico), mas todos os orifícios são fisicamente maiores e todos os eixos são fisicamente menores, de modo que qualquer eixo (ou parafuso) de um determinado tamanho nominal pode caber em qualquer orifício do mesmo tamanho nominal.